# Nowa Sucha (gmina)
Pour les articles homonymes, voir Nowa Sucha.
La gmina de Nowa Sucha est une commune rurale de la voïvodie de Mazovie et du powiat de Sochaczew. 
Elle s'étend sur 90,34 km2 et comptait 6 762 habitants en 2021.
Son siège administratif (chef-lieu) est le village de Nowa Sucha qui se situe à environ 9 kilomètres au sud-ouest de Sochaczew (siège de la powiat) et à 57 kilomètres au sud-ouest de Varsovie (capitale de la Pologne).

## Géographie
La gmina inclut les villages et localités de : 

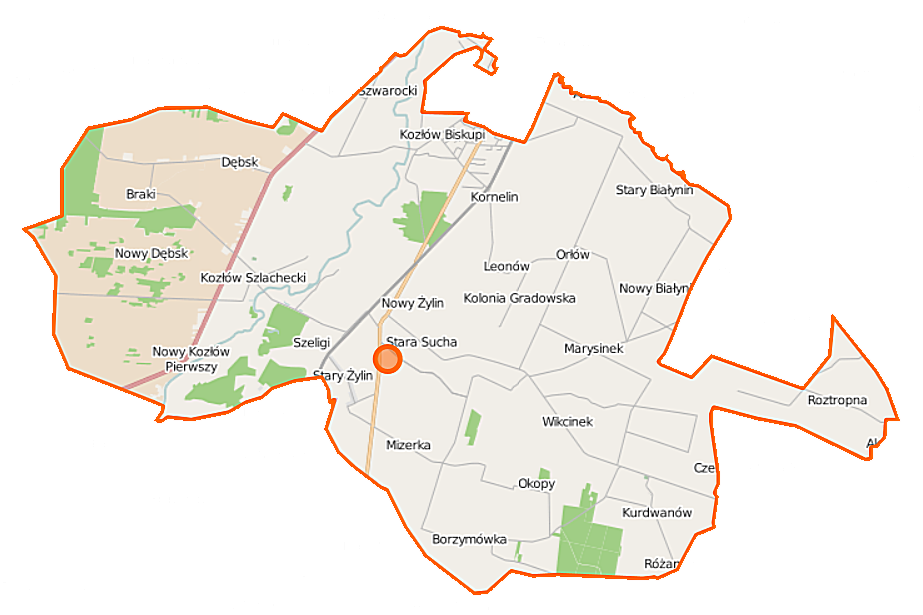
Plan de la gmina

- Antoniew
- Borzymówka
- Braki
- Glinki
- Gradów
- Kolonia Gradowska
- Kornelin
- Kościelna Góra
- Kozłów Biskupi
- Kozłów Szlachecki
- Kurdwanów
- Leonów
- Marysinek
- Mizerka
- Nowa Sucha
- Nowy Białynin
- Nowy Dębsk
- Nowy Kozłów Drugi
- Nowy Kozłów Pierwszy
- Nowy Żylin
- Okopy
- Orłów
- Rokotów
- Roztropna
- Stara Sucha
- Stary Białynin
- Stary Dębsk
- Stary Żylin
- Szeligi
- Wikcinek
- Zakrzew

### Gminy voisines
La gmina de Nowa Sucha est voisine de :
- la ville de :
  - Sochaczew
- et des gminy de :
  - Bolimów
  - Kocierzew Południowy
  - Nieborów
  - Rybno
  - Sochaczew
  - Teresin
  - Wiskitki

## Structure du terrain
D'après les données de 2002, la superficie de la commune de Nowa Sucha est de 90,34 km2, répartis comme telle :
- terres agricoles : 85 %
- forêts : 8 %

La commune représente 12,36 % de la superficie du powiat.

## Démographie
Données du 31 mars 2004 :
| Description        | Total  | Total | Femmes | Femmes | Hommes | Hommes |
| ------------------ | ------ | ----- | ------ | ------ | ------ | ------ |
| Unité              | Nombre | %     | Nombre | %      | Nombre | %      |
| Population         | 6 447  | 100   | 3 314  | 51,4   | 3 133  | 48,6   |
| Densité (hab./km²) | 71,36  | 71,36 | 36,68  | 36,68  | 34,68  | 34,68  |